# Sắc đẹp tàn phai (phim 2009)
Sắc đẹp tàn phai (tên gốc tiếng Anh: Walled In) là một phim kinh dị được công chiếu vào năm 2009 của đạo diễn và đồng thời là đồng tác giả kịch bản Gilles Paquet - Brenner. Bộ phim dựa trên cuốn tiểu thuyết bán chạy nhất Pháp có tên Les Emmurés viết bởi Serge Brussolo. Bộ phim được quay ở Saskatchewan, Canada.

## Nội dung
Nội xung phim xoay quanh câu chuyện về một phụ nữ trẻ vừa tốt nghiệp trường kỹ thuật, nhận công việc tại một vùng quê xa xôi, với vai trò giám sát việc phá hủy một tòa nhà bí ẩn của một đại lý của công ty phá dỡ nhà. Cô phát hiện ra những bí mật kinh khủng của tòa nhà, và những người đã sống ở đây, và phần nhiều trong số họ là nạn nhân của một tên giết người bí ẩn, người chôn sống họ trong chính những bức tường tòa nhà. Nhiệm vụ của cô gái trẻ bây giờ là mình các chứng cứ chứng minh cho những suy luận của mình trước khi cô trở thành cái đích cuối cùng của tên giết người điên loạn.
Sam Walczak (Mischa Barton thủ vai) là một cô gái xinh đẹp của một dòng họ giàu có trong một quận. Cô tốt nghiệp về khóa học kỹ thuật xây dựng. Tại bữa tiệc mừng tốt nghiệp của cô, cha cô một chủ sở hữu của một công ty phá dỡ, mang đến cho cô một món quà với hai cái phong bì với hai màu khắc nhau và yêu cầu Sam nhanh trí chọn lấy một trong hai cái cô đã chọn một công việc giám sát việc phá hủy một tòa nhà ở giữa một cánh đồng trống. Nếu cô ấy thành công trong việc thực hiện nhiệm vụ của mình, cô sẽ trở thành đối tác thực sự của cha mình.
Sam lái xe trên một chuyết hành trình dài đến tại tòa nhà Malestrazza (tòa nhà này đặt theo tên kiến trúc sư thiết kế nó) vừa đi trên xe cô vừa suy ngẫm và cho rằng cuộc đời của mình cứ chầm chậm trôi qua. Khi đến tòa nhà này, cô được chào đón bởi Mary (Deborah Kara Unger đóng), người chăm sóc và quản gia của tòa nhà. Sam nói với Mary rằng cô sẽ được ở trong một trong những căn hộ trong tòa nhà. Sau đó Sam gặp Jimmy (do Cameron Bright vào vai) một người con trai đang tuổi trưởng thành của Mary.
Jimmy dẫn Sam đi tham quan ngôi nhà giải thích các quy tắc của tòa nhà. Đồng thời cậu này có một lưu ý khó hiểu cho Sam là cô không được lên phòng ở tầng thứ 8 vì nó là của Malestrazza và mái nhà và nó quá nguy hiểm nếu lên đó, cô sẽ được an toàn khi không lên tầng tám này. Khi Sam hỏi về việc xây dựng tòa nhà này để tìm hiểu cấu trúc của nó, Maria ngạc nhiên rằng Sam là không nhận thức lịch sử của tòa nhà và tốt hơn là cô không nên biết. Sam càng tò mò hơn vì những bí ẩn khó hiểu của tòa nhà. Một lần khi đang giao dịch tại các cửa hàng địa phương, cô lướt Internet và thấy rằng các tòa nhà Malestrazza là hiện trường vụ án nơi 16 thi thể đã được tìm thấy bị chôn vùi trong các bức tường.
Kể từ khi Sam biết những câu chuyện về việc xây dựng, Jimmy đưa cô đến tầng thứ tám và nói với cô những câu chuyện liên quan đến tòa nhà này. Câu về kể một ô gái đã có một con chó con, và khi cảnh sát đến đặt câu hỏi về kiến trúc sư, những con chó con lao vào căn hộ của mình và đã dẫn cảnh sát đến một bức tường. Họ đã tìm thấy cô bé trong bức tường và Jimmy bây giờ là chủ sở hữu con chó con này. Cảnh sát sau đó xác định vị trí 15 cơ thế khác trong các bức tường của tầng thứ tám. Mary và chồng cô cũng là cư dân của tòa nhà căn hộ. Mary đã phát hiện xác của chồng minh khi cô đã mang thai Jimmy. Câu chuyện trong quá khứ kết thúc bằng việc các nhà cầm quyền bắt giữ một công nhân nhà máy vì tội giết người.
Sam cùng Jimmy quyết định lên khám phá tầng thứ 8, khi đến nơi Sam gặp một sự cố xảy ra khi các bóng đèn ở tầng thứ 8 đột ngột tắt, Sam hoảng sợ và lúc này Jimmy đột nhiên biến mất một cách khó hiểu, Sam cố gắng chạy thoát và vướng vào các chướng ngại vật và bị té trầy chân. Đang hoảng sợ thì Jimmy xuất hiện cứu cô thoát khỏi tình huống hoảng loạn đó. Hai người về phòng của Sam. Trong phòng tắm, Jimmy, giúp Sam làm sạch vết thương trên đùi của cô bằng bông gòn và cồn. Khi cô nhắm mắt vì đau thì Jimmy khi rữa vết thương đã không cầm lòng được và bắt đầu vân vê và sờ lên đùi của cô. Sam mở mặt bừng tình và tại sao cậu ấy lại làm vậy, Jimmy tỏ ra hối lỗi và dừng lại, cậu xấu hổ bỏ ra khỏi phòng của Sam.
Sau sự việc này Sam có những cơn ác mộng về việc bị chôn vùi trong các bức tường với những cảnh tượng khủng khiếp như cô bị lọt vào tầng hầm và bị bê-tông đổ đầy người. Sau đó một sự kiện khác xảy ra, người bạn trai của Sam tìm đến ngôi nhà để thăm Sam. Anh này cũng tỏ ra ngưỡng mộ các tòa nhà. Tuy nhiên sự xuất hiện của bạn trai Sam lại làm cho Jimmy bấn loạn vì thực sự là cậu đã nảy sinh tình cảm đối với Sam. Sam và Jimmy có một cuộc nói chuyện và Jimmy nói rằng sau khi cô kết thúc báo cáo của mình cô ấy sẽ bỏ đi và quên tất cả về cậu ấy thôi, trong tâm trí của Sam thì Jimmy không có nghĩa lý gì cả, và Sam đã trả lời rằng cô sẽ không quên Jimmy.
Nhưng Sam và bạn trai của cô khám phá những tầng 8, họ đã bí mật theo dõi Maria Cuối cùng họ nói chuyện với Maria, và khi bà này rời khỏi căn hộ, họ đã đột nhập vào vị trị bí mật để tìm kiếm một lối thoát, họ tìm thấy một lối đi không có trong bản thiết kế. Họ đi xuống hành lang và thấy các bức tường có cửa sổ cho phép một người để nhìn vào tất cả các căn hộ. Sam nóng mặt vì nhận ra rằng Jimmy dùng những cửa sổ này để nhìn cô trong khi cô đang ở trong phòng tắm và tức giận (trước đó mỗi lần tắm rữa, Sam luôn có cảm giác có ai đang nhìn trộm mình nhưng không thể tìm ra dấu vết cụ thể). Cuối cùng họ tìm được trong một phần khác của tòa nhà và di chuyển một bức tường giả nơi họ vào phòng rác và thấy một dấu hiệu của cửa thoát hiểm. Lúc này thì Mary đột ngột xuất hiện mở cửa và giải thích rằng chúng được thiết kế để chứa rác thải của người dân.
Tối hôm đó, Sam và bạn trai của cô đang ở trong phòng của mình và họ đang quan hệ tình dục. Cùng lúc đó, Jimmy ở phía bên kia của bức tường lắng nghe những tiếng hơi thở hổn hển và gấp gáp của hai người, cậu cảm thấy vô cùng quẫn trí vì đã trót có tình cảm với Sam. Với sự nhạy cảm của một người phụ nữ, Sam dường như cảm nhận thấy sự hiện diện của Jimmy ở đâu đó, cô đòi bạn tình dừng lại vì sợ rằng nếu Jimmy biết được thì sẽ vô tình làm tổn thương cho Jimmy. Tuy vậy bạn trai của Sam đã trấn an và tiếp tục ân ái, họ trao cho nhau những khoảnh khắc nồng nàn cháy bỏng, trong khi đó Jimmy ở phía sau bức tường quặn đau nhận ra rằng Sam đang làm tình với người khác, câu gục mặt ôm gối và khóc trong bất lực.
Ngày hôm sau, khi đôi tình nhân thức dậy và thấy con chó của Jimmy bị xẻ thịt một cách rùng rợn và vứt trong căn hộ của họ. Bạn trai của Sam nghĩ Jimmy giết chết con chó và muốn đuổi họ ra đi, lẽ tất nhiên họ đã chuẩn bị khăn gói để lên đường. Nhưng khi họ chuẩn bị rời đi thì Jimmy chạy đến gặp và tặng cho Sam một món quà đó là tạp chí Malestrazza, mà nói về những thiết kế của tòa nhà và lý thuyết của ông này. Theo đó, tòa nhà giống như các kim tự tháp Ai Cập (vì thế hành lang không nằm trên những bản thiết kế), cô cũng nhận ra rằng đó là lý do tại sao tòa nhà có rất nhiều không gian ở giữa và có cái gì đó trong trung tâm nơi ánh sáng có thể xuyên thấy tất cả các con đường xuống tầng hầm.
Jimmy nói với cô rằng cậu sẽ đi đến mái nhà để tìm nguồn sáng mà cô ấy đang nói đến. Khi Jimmy không trở lại, Sam và bạn trai của cô tìm tới mái nhà. Họ tìm thấy một phần của tòa nhà mà cô đang cố công tìm kiếm, một lỗ trên mái nhà đồng thời là trục dẫn thẳng xuống tầng hầm. Sam nhận ra rằng Jimmy đã biết về việc này và sắp rời khỏi đó thì nghe tiếng Jimmy gọi với lên rằng anh đã bị trượt chân té xuống hố và bị tổn thương cần Sam đi xuống và giúp cậu. Sam đu giây xuống lỗ trong khi bạn trai của cô giữ đầu giây, nhưng đúng lúc đó anh này bị Jimmy dùng một cây nỏ hạ sát bằng một mũi tên sắt, máu của bạn trai văng hết vào mặt Sam làm cô kinh hoàng tột độ và hét lên. Sau đó cô ngất đi không còn biết gì nữa. Sau đó Jimmy lái xe của Sam để gửi báo cáo phá hủy và sau đó đánh chìm chiếc xe xuống một hồ nước để phi tang xóa sổ dấu vết.
Sam thức dậy trong khu vực tầng hầm với ánh sáng le lói, cô nhận thấy mình cơ thể toàn thân trần truồng và chỉ được phủ một tấm chăn mỏng. Cô nhìn thấy một người đàn ông ở trần ngồi với một ngọn đèn le lói. Sam tìm thấy quần áo của mình và vội vã mặc chúng vào. Cô hỏi người đàn ông này là ai, nhưng ông nói rằng cô ấy đã biết và cô đã nhận ra ông ta chính là Malestrazza chủ nhân của ngôi nhà này. Cô la lớn và kêu Jimmy yêu cầu giúp đỡ. Jimmy phía trên này nghe thấy và nói rằng sở dĩ cậu giữ cô xuống đó với Malestrazza để cho đến khi cô học cách yêu thương anh.
Sam cũng biết rằng Malestrazza là người đứng đằng sau những vụ giết người và chết bí ẩn của một công nhân nhà mày có thể là nằm trong một kế hoạch âm mưu giết người rùng rợn. Cô luôn hỏi về bạn trai của cô và Malestrazza cố gắng để nói với cô ấy rằng anh đã chết bằng cách cắt cánh tay của mình. Ông cũng nói với cô rằng nếu ông làm những gì Jimmy muốn, Jimmy một cậu bé tốt nhưng có thể rất tàn bạo và hay bị hoang tưởng với những ý nghĩ rồ dại và quái dị.
Jimmy là trở lại và gửi xuống một băng cassette. Malestrazza bật băng và Jimmy nói rằng cậu muốn thấy Sam và Malestrazza nhảy cùng nhau. Sam miễn cưỡng nhảy, nhưng khi Jimmy nói với họ hay hôn nhau để cậu ta xem, Malestrazza nở nụ cười cho Sam thấy hàm răng đen và bẩn thỉu của mình, cô hết hồn và cự tuyệt nhưng Malestrazza kéo cô lại gần và buộc cô hôn ông này. Sau một vài giây, Jimmy nói với họ hãy dừng lại và đe dọa Malestrazza không chạm vào Sam một lần nữa. Sau đó Jimmy gửi xuống một giỏ có thức ăn, nước, một radio hai chiều (bộ đàm). Cậu nói với Sam để giữ cho các bộ đàm với cô ấy để họ có thể trò chuyện thân mật và gần gũi. Sau đó, Jimmy chạy về và hỏi mẹ mình "làm thế nào để bạn biết khi có ai đó thực sự yêu mình?". Mary nói rằng cậu sẽ biết khi nào người ấy sẵn sàng hy sinh tất cả mọi thứ kể cả cuộc sống của họ cho người mình yêu.
Sam tìm kiếm một cách để trốn thoát và nhận ra một bức tường dẫn vào khu vực rác thải. Khi Jimmy trả về, nói dối và nói rằng cô ấy bị tổn thương và cần thuốc men. Cô ấy nói về khoảng thời gian khi Jimmy băng bó đầu gối và rằng cô rất thích khoảnh khắc đó và đấy chính thời gian họ dành cho nhau, nhưng mà để cho anh ta tất cả những gì cô có thể làm cho anh ta thì cô ấy cần phải ra ngoài. Nhưng Jimmy không tin và cương quyết giữ Sam lại tầng hầm.
Sam là bị mắc kẹt trong lỗ với Malestrazza, cô nhận ra những người không muốn thoát ra khỏi. Đây là ngôi mộ của ông, và ông đã chọn cô để giết ông. Cuối cùng cô không giết ông này sau khi một số trêu chọc và kích động, và ông cảm ơn cô sau khi ông rơi vào ngôi mộ của ông và nó bắt đầu rơi vào bể xi măng. Thì ra ông này có một sở thích quái dị là tưởng tượng mình là Pharaong của Ai Cập, ông thiết kế ngôi nhà này giống như mô hình kim tự tháp và tự giam mình ở cuối tầng hầm và sau đó chết trong tư thế vòng tay của Pharaong và để xi măng đổ lên người mình thành xác ướp.
Lúc này đội phá hủy đến, người chỉ huy là cha cô và người thi công là chú của cô và cha cô yêu cầu đến nơi Sam nêu trong bản báo cáo. Mary nói với ông rằng cô bỏ đi không còn ở đây nữa. Cha cô nói rằng ông nghĩ rằng cô ấy sẽ muốn nhìn thấy tòa nhà đầu tiên của cô bị phá hủy. Ngôi nhà chuẩn bị phá hủy. Maria được giữ Jimmy bình tĩnh cho đến khi họ bắt đầu cài đặt chất nổ. Khi đồng hồ đếm ngược bắt đầu, Jimmy bắt đầu lo lắng và gọi to "Sam ơi", và sau đó hét lên tên của mình và chạy về phía tòa nhà. Cha của Sam nói với đội thi công để ngăn chặn đếm ngược đồng hồ không cho khối thuốc nổ bộc phát. Tại mái nhà, Jimmy nhìn xuống, và cha cô yêu cầu Jimmy nói ra những gì họ đã làm đối với con gái ông. Jimmy sau đã lao xuống tự sát và chết bên cạnh Sam. Sam sau đó được bế lên khỏi mặt lỗ và đưa vào xe cứu thương.